# Estación de Cruz Azul
Cruz Azul fue una estación de trenes que se encuentra en la Ciudad Cooperativa Cruz Azul, Hidalgo.

## Historia
La estación se edificó sobre la línea de México a Paso del Norte (hoy Ciudad Juárez), la cual fue construida por medio de la Secretaría de Comunicaciones y Obras Públicas y a través de la Ley del 8 de septiembre de 1880, otorgó a la antigua Compañía del Ferrocarril Central Mexicano la autorización que comprendía la construcción de las siguientes líneas: De México a León ligando Querétaro, Celaya, Salamanca, Guanajuato, Irapuato y Silao; de León a Paso del Norte ligando Aguascalientes, Zacatecas y Chihuahua. Esta línea fue inaugurada el 22 de marzo de 1884, comunicando por primera vez, por vía férrea, a la Ciudad de México con la frontera norte de los Estados Unidos.